# 5895 Zbirka
5895 Zbirka este o planetă minoră (asteroid), cu un diametru de 4,017 km, din centura de asteroizi. A fost descoperită pe 16 octombrie 1982 la Observatorul Kleť de Zdeňka Vávrová⁠(d) și a fost numită după Miroslav Žbirka⁠(d). 
Obiectul prezintă o orbită caracterizată de o semiaxă mare de 2,2890473 UAi, o excentricitate de 0,1339772, o înclinație de 5,44949 ° în raport cu ecliptica.